# Creosota
La creosota és una substància química derivada del destil·lat de quitrans procedents de la combustió de carbons grassos (hulla) preferentment a temperatures compreses entre 900 i 1200 °C. La destil·lació esmentada es realitza entre 180 °C i 400 °C.
La composició és molt variada en funció de les diferents utilitzacions. La principal propietat són les seves qualitats biòcides per als agents causants de la deterioració de la fusta, la qual es protegeix impregnant-la amb el producte mitjançant procés que habitualment es realitza en una autoclau i que es denomina creosotat.